# Lescouët-Gouarec
Ne doit pas être confondu avec Lescouët-Jugon.
Lescouët-Gouarec [lɛskwɛt gwaʁɛk] est une commune française située dans le département des Côtes-d'Armor en région Bretagne.

## Géographie
La commune de Lescouët-Gouarec est formée des villages : Cavarn, Kerjouan, Saint-Roch, le Budi, Keroc'h, Goëzergolen, Manéguénac'h, Kerguiou, Crenard-Bras, Pen-Coat, Restermen, Keresto, Trougarecat, Kerbrien, Kerallec, Kerlan, Quinquizo, Kerivon, Kerdrouhanvet, Poul-Brohet, Kermoëlesse, Kerjégou, le Boterff, Prat Ar Mel etc. dans le pays Pourlet.
Ce territoire est borné au nord par Plélauff, à l'ouest par Mellionnec, au sud par Langoëlan et Silfiac, et à l'est par Perret, dans le pays du Kost ar c'hoad.
Sa superficie est de 1 872 hectares, dont 800 environ sous culture, 700 sous landes, et le reste en prés, bois...
|                    | Plélauff         |                      |
| Mellionnec         | Lescouët-Gouarec | Bon Repos sur Blavet |
| Langoëlan Morbihan | Silfiac Morbihan |                      |

| - Carte topographique de la commune de Lescouët-Gouarec. |

### Hydrographie
Pour un article plus général, voir Réseau hydrographique des Côtes-d'Armor.
La commune est située dans le bassin Loire-Bretagne. Elle est drainée par la Sarre, le Crennard, le Doré, le ruisseau de Kerlann et le Pouldu,,.
La Sarre, d'une longueur de 35 km, prend sa source dans la commune  et se jette  dans le Blavet à Pluméliau-Bieuzy, après avoir traversé neuf communes. 

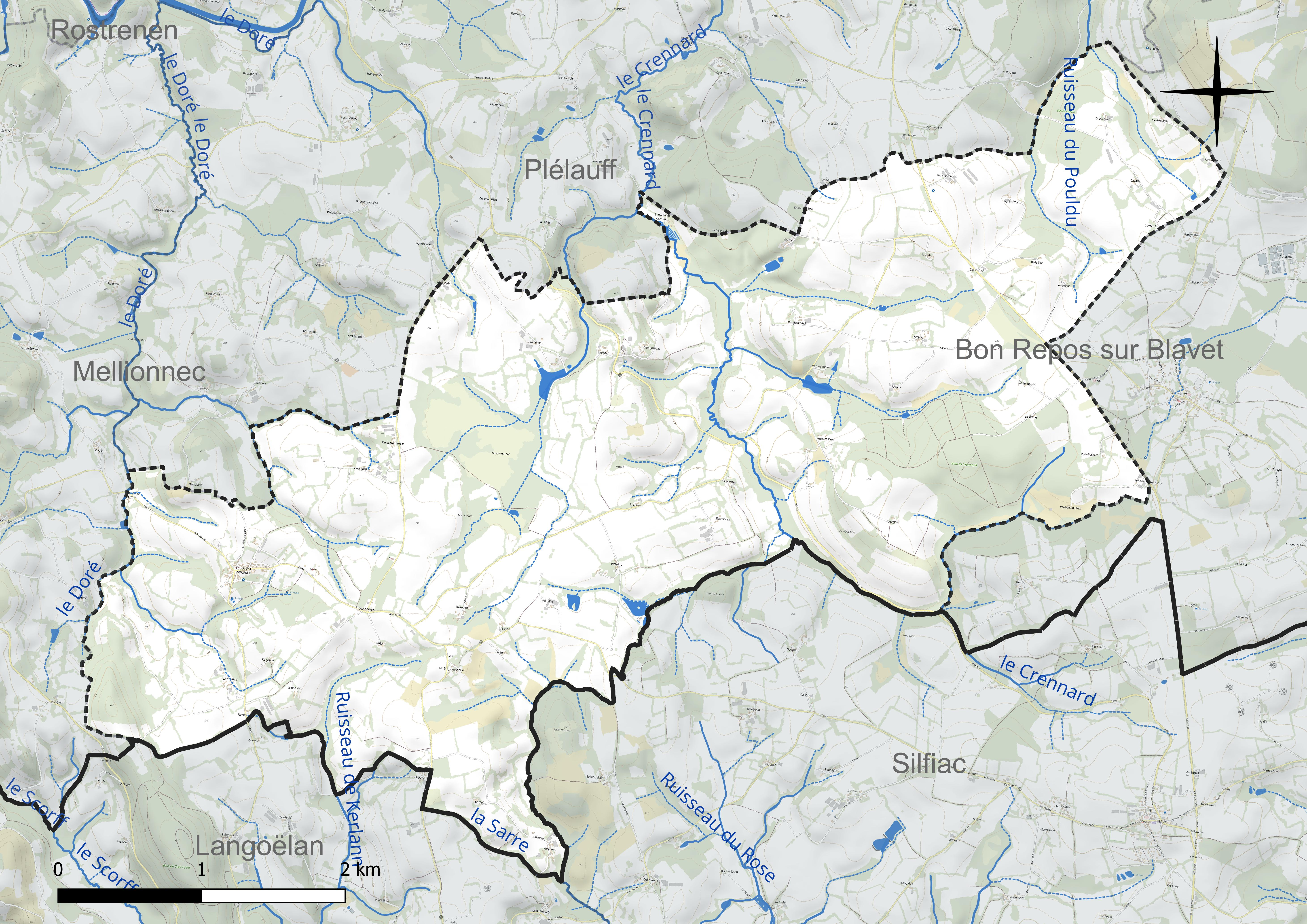
Réseau hydrographique de Lescouët-Gouarec.

Le Crennard, d'une longueur de 11 km, prend sa source dans la commune de Silfiac et se jette  dans le canal de Nantes à Brest à Plélauff, après avoir traversé cinq communes. 

### Climat
Pour des articles plus généraux, voir Climat de la Bretagne et Climat des Côtes-d'Armor.
En 2010, le climat de la commune est de type climat océanique franc, selon une étude du CNRS s'appuyant sur une série de données couvrant la période 1971-2000. En 2020, Météo-France publie une typologie des climats de la France métropolitaine dans laquelle la commune est exposée à un climat océanique et est dans la région climatique  Finistère nord, caractérisée par une pluviométrie élevée, des températures douces en hiver (6 °C), fraîches en été et des vents forts. Parallèlement l'observatoire de l'environnement en Bretagne publie en 2020 un zonage climatique de la région Bretagne, s'appuyant sur des données de Météo-France de 2009. La commune est, selon ce zonage, dans la zone « Monts d'Arrée », avec des hivers froids, peu de chaleurs et de fortes pluies.  
Pour la période 1971-2000, la température annuelle moyenne est de 10,7 °C, avec  une amplitude thermique annuelle de 12,2 °C. Le cumul annuel moyen de précipitations est de 1 101 mm, avec 16,3 jours de précipitations en janvier et 8,1 jours en juillet. Pour la période 1991-2020, la température moyenne annuelle observée sur la station météorologique la plus proche, située sur la commune de Rostrenen à 10 km à vol d'oiseau, est de 11,1 °C et le cumul annuel moyen de précipitations est de 1 146,6 mm,. Pour l'avenir, les paramètres climatiques de la commune estimés pour 2050 selon différents scénarios d’émission de gaz à effet de serre sont consultables sur un site dédié publié par Météo-France en novembre 2022.

## Urbanisme

### Typologie
Au 1er janvier 2024, Lescouët-Gouarec est catégorisée commune rurale à habitat très dispersé, selon la nouvelle grille communale de densité à 7 niveaux définie par l'Insee en 2022.
Elle est située hors unité urbaine et hors attraction des villes,.

### Occupation des sols

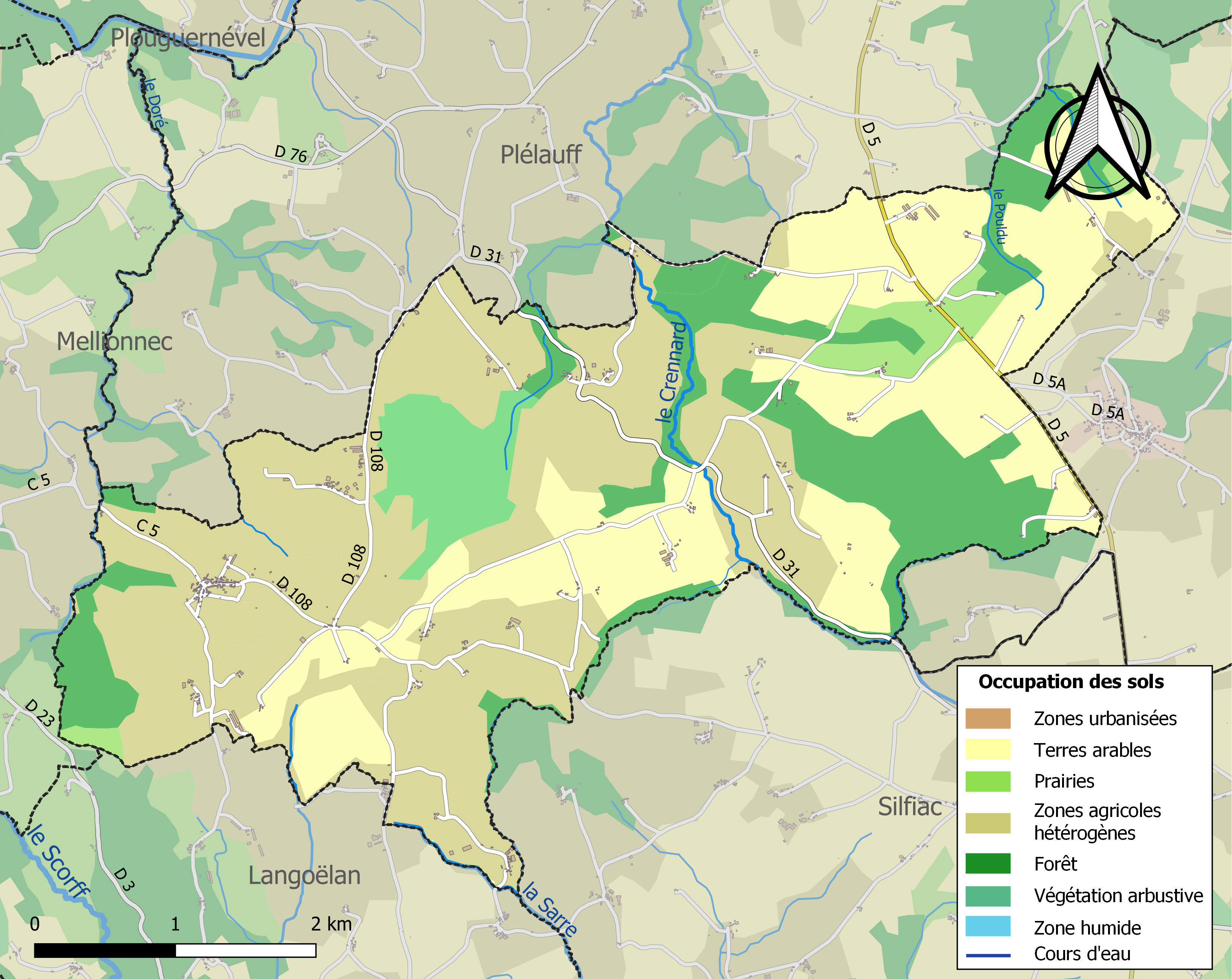
Carte des infrastructures et de l'occupation des sols de la commune en 2018 (CLC).

Le tableau ci-dessous présente l' occupation des sols de la commune en 2018, telle qu'elle ressort de la base de données européenne d’occupation biophysique des sols Corine Land Cover (CLC).
| Type d’occupation                                                                   | Pourcentage | Superficie (en hectares) |
| ----------------------------------------------------------------------------------- | ----------- | ------------------------ |
| Terres arables hors périmètres d'irrigation                                         | 28,0 %      | 540                      |
| Prairies et autres surfaces toujours en herbe                                       | 3,3 %       | 64                       |
| Systèmes culturaux et parcellaires complexes                                        | 42,2 %      | 808                      |
| Surfaces essentiellement agricoles interrompues par des espaces naturels importants | 3,3 %       | 63                       |
| Forêts de feuillus                                                                  | 6,6 %       | 127                      |
| Forêts de conifères                                                                 | 0,5 %       | 10                       |
| Forêts mélangées                                                                    | 11,2 %      | 215                      |
| Landes et broussailles                                                              | 4,5 %       | 86                       |
| Source : Corine Land Cover                                                          |             |                          |

## Toponymie
Le nom de la localité est attesté sous les formes Lesquoat en 1233,Parrochia de Lesquoat en 1283, Lesquoet vers 1330, 1377 et en 1427, Lescoet en 1448, 1477, 1481 et en 1514, Lescouet en 1464 et en 1536.

On trouve l’appellation Lescouët-Gouarec dès 1891 afin de la distinguer de Lescouët-Jugon (décret du 17 juillet 1891).
Lescouët vient du breton lez « château » et de coët (cf. koad) « forêt », qui signifient « la Cour du bois », souvenir d'un ancien manoir situé près d'un bois. Il s'agit, semble-t-il, d'une résidence seigneuriale ayant appartenu à un seigneur du nom d'Alfred qui est mentionné en 833 et 871.

## Histoire

### Antiquité
En 871, un acte de délimitation du petit monastère de Saint-Ducocan mentionne deux ou trois localités de Lescat, à savoir : Crénart, Kerguion et Saint-Serge (Saint-Roch ?) (voir Cartulaire de l'abbaye de Redon).

### Moyen-Âge
Au XIe siècle, Lescoët entra dans la grande seigneurie de Guémené, et en fit partie jusqu'à la Révolution (Joseph-Marie Le Mené - 1891).
Selon un aveu de 1471 la châtellenie de Gouarec, un des trois membres de la vicomté de Rohan, « s'étendait sur treize paroisses ou trèves : Plouray, Mellionec, Plouguernével, Saint-Gilles, Gouarec, Plélauf, Lescouët, Penret ou Perret, Sainte-Brigitte, Silfiac, Cléguérec (partie nord), Saint-Aignan, Saint-Caradec, Trégomel. La résidence seigneuriale, dans cette châtellenie, était le château de Penret, aussi appelé le château des Salles, en Sainte-Brigitte ».

### LeXIXesiècle

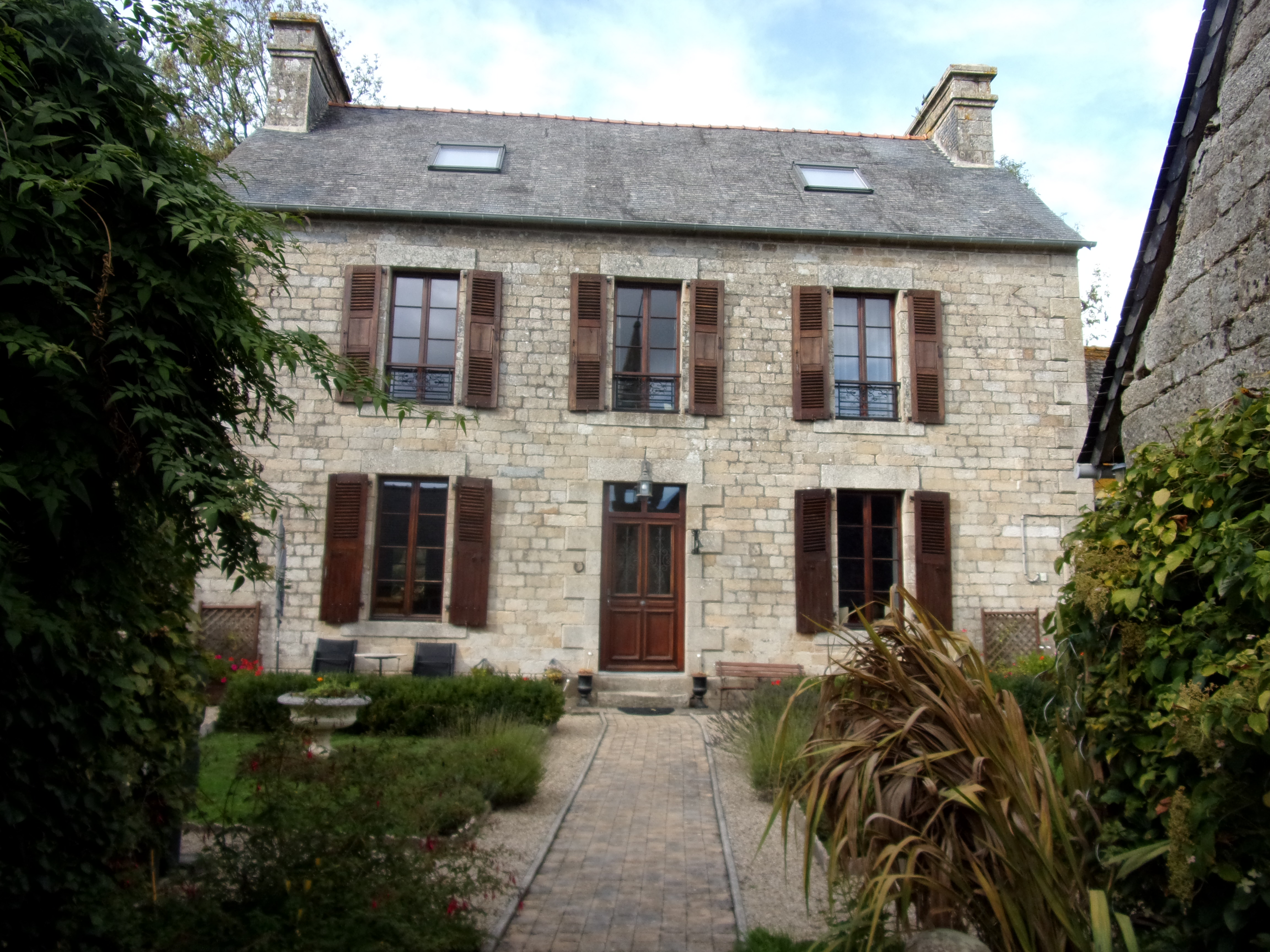
L'ancien presbytère aujourd'hui transformé en gîte.

Sous le règne de Louis Philippe (1830-1848), deux enfants de la commune se trouvent engagés au sein de l'armée française. Marie Louis et Pierre Le Louëdec sont les fils de Jean et d'Anne Marie Cargouët qui vivent  sur le territoire de la commune.
Marie Louis, l'aîné naît vers 1800 à Lescouët. Tiré au sort lors de la conscription, il est dirigé vers l'Est de la France pour intégrer le 3e Régiment de Cuirassiers d'Haguenau (Bas Rhin). Au bout de ses 7 ans de service, il signe un nouvel engagement pour son Régiment. Resté célibataire, il décédera à Haguenau le 10 juillet 1838, à l'âge de 38 ans.
Son jeune frère Pierre naît le 4 mai 1812 à Lescouët. Il s'engage comme soldat au 41e Régiment d'Infanterie de Ligne basé à Chateaulin (Finistère). Son Régiment est désigné pour faire partie de l'Armée d'Algérie- Une guerre pour la colonisation de cette terre a commencé en 1830 et devant la résistance que leur opposent certaines tribus maghrébines, la France décide d'envoyer de nouveaux régiments en Afrique du Nord. Le 41e R.I, embarque à Brest à la fin du mois de septembre 1839 et arrive à Alger au mois d' octobre. Les troupes bretonnes prennent leurs quartiers à Oran. Pierre Le Louëdec exerce la fonction de Fusilier au sein de la 2e Compagnie du 3e Bataillon. Notre soldat participe avec son unité à différents combats dans la région oranaise. Entré à l'hôpital militaire d'Oran le 26 juillet 1840, pour soigner des colites chroniques, il ne guérira pas de ce mal. Il décédera dans ce lieu le 21 août 1840 à 3 heures du soir et sera inhumé en terre algérienne, loin de sa région natale.
En 1891, sa population est de 705 habitants.
Deux danses bretonnes sont originaires de Lescouët-Gouarec :
- la gavotte de Lescouët (dansée parfois en fest-noz, et notamment par les cercles celtiques du Croisty et de l'Abbaye de Langonnet sur une version collectée par le cercle de Langonnet « War hent Hon tadoù » dans les années 1960) ;
- une variante du Kost ar c'hoad (Kost er c'hoed en vannetais), encore dansé par le Cercle Celtique "Seiz Avel" de Trappes. Lescouët-Gouarec se situe entre les « pays » Kost er c'hoed et pourleth, ce qui expliquerait les levés de pied par mimétisme des danses de ces pays.

### Le XXe siècle

#### Les guerres du XXe siècle
Le monument aux Morts porte les noms de 66 soldats morts pour la Patrie :
- 60 sont morts durant la Première Guerre mondiale.
- 6 sont morts durant la Seconde Guerre mondiale.

## Politique et administration

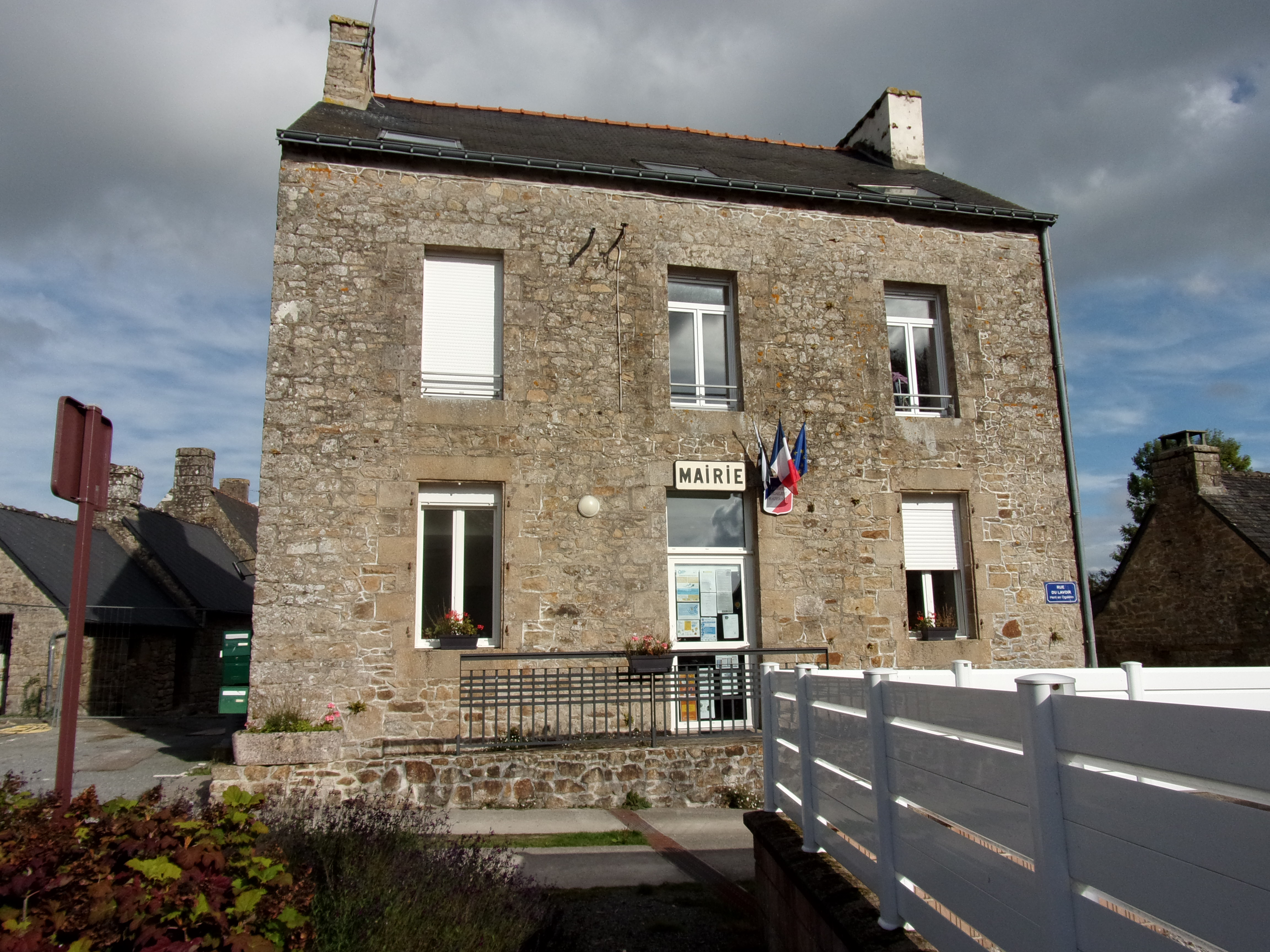
La mairie de Lescouët-Gouarec.

| Période      | Période   | Identité                     | Étiquette   | Qualité     |
| ------------ | --------- | ---------------------------- | ----------- | ----------- |
| avant 1981   | 1998      | Pierre Morvan                | DVG-app.PCF |             |
| octobre 1999 | mars 2014 | Lionel Gainon                | DVG         | Agriculteur |
| mars 2014    | En cours  | Marie-Claude Le Tanno-Guégan | DVG         | Infirmière  |

## Démographie
| 1793  | 1800  | 1806  | 1821 | 1831  | 1836 | 1841 | 1846 | 1851 |
| ----- | ----- | ----- | ---- | ----- | ---- | ---- | ---- | ---- |
| 1 021 | 1 003 | 1 041 | 766  | 1 108 | 998  | 889  | 946  | 788  |

| 1856 | 1861 | 1866 | 1872 | 1876 | 1881 | 1886 | 1891 | 1896 |
| ---- | ---- | ---- | ---- | ---- | ---- | ---- | ---- | ---- |
| 705  | 738  | 527  | 718  | 744  | 798  | 817  | 802  | 821  |

| 1901 | 1906 | 1911 | 1921 | 1926 | 1931 | 1936 | 1946 | 1954 |
| ---- | ---- | ---- | ---- | ---- | ---- | ---- | ---- | ---- |
| 884  | 858  | 875  | 926  | 875  | 838  | 807  | 777  | 651  |

| 1962 | 1968 | 1975 | 1982 | 1990 | 1999 | 2005 | 2006 | 2010 |
| ---- | ---- | ---- | ---- | ---- | ---- | ---- | ---- | ---- |
| 560  | 437  | 320  | 261  | 211  | 189  | 219  | 221  | 206  |

| 2015 | 2020 | 2022 | - | - | - | - | - | - |
| ---- | ---- | ---- | - | - | - | - | - | - |
| 215  | 215  | 215  | - | - | - | - | - | - |

Lescouët-Gouarec a perdu 77 % de sa population entre 1851 et 1999, passant de 788 à 189 habitants entre ces deux dates.

## Lieux et monuments

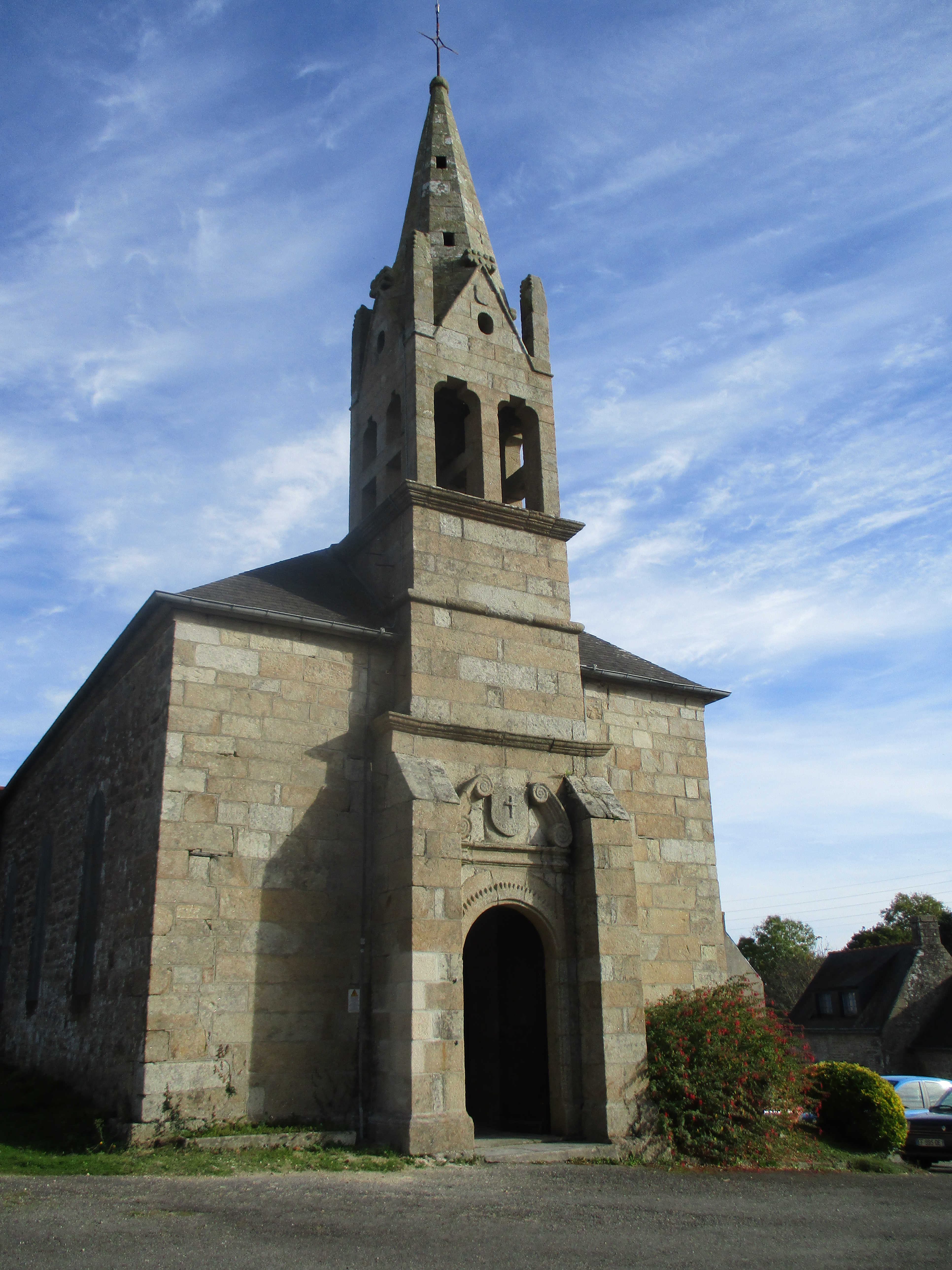
L'église Saint-Gwenaël.

- Église Saint-Gwenaël.

## Personnalités liées à la commune
En 1382, un seigneur de Lescouët était au nombre des Bretons qui firent la campagne de Flandres, au service du roi de France.
Mathurin de Lescouët était au nombre des défenseurs, en 1435, de Saint-Denis, près de Paris.